# Beaumont Newhall
Beaumont Newhall, né le 22 juin 1908 à Lynn (Massachusetts) et mort le 26 février 1993 à Santa Fé (Nouveau-Mexique), est un historien de la photographie, commissaire d'exposition et photographe américain.

## Biographie
À partir de 1935, Beaumont Newhall travaille pour le Museum of Modern Art (MoMA) de New York où il organise en 1937, pour célébrer le 100e anniversaire de l'invention de la photographie, une grande exposition rétrospective. Il écrit à cette occasion un livre-catalogue de 100 pages qu'il développera par la suite, et qui est devenu sa célèbre Histoire de la photographie (History of Photography),.
En 1940, il crée au sein du MoMa un département spécifique consacré à la photographie. Le musée new-yorkais, fondé onze ans auparavant, est l'un des premiers musées d'art au monde à se doter d'un tel département, et cela a fortement contribué à la reconnaissance de la photographie comme un art à part entière et a eu une grande influence dans l'acceptation de celle-ci par d'autres musées à travers le monde.
De 1948 à 1958, il est commissaire d'exposition et de 1958 à 1971 directeur du Musée international de la Photographie à la George Eastman House. C'est grâce à son travail que la George Eastman House pouvait rassembler une collection photographique majeure dans le monde.

## Publications
- (en) The History of photography from 1839 to the present day, New York, The Museum of Modern Art, 1949, 256 p. (parution de la 5e édition complétée en 1997).
  - traduction française : L'histoire de la photographie depuis 1839 et jusqu'à nos jours, traduction André Jammes, Paris, le Bélier-Prisma, 1967, 216 p.
- (en) Focus : memoirs of a life in photography, Boston, Bulfinch press, 1993, 264 p. (ISBN 0-8212-1904-9).